# Anomala cludtsi
Anomala cludtsi är en skalbaggsart som beskrevs av Limbourg 2005. Anomala cludtsi ingår i släktet Anomala och familjen Rutelidae. Inga underarter finns listade i Catalogue of Life.